# 大谷藤子
大谷 藤子（おおたに ふじこ、1901年11月3日 - 1977年11月1日）は日本の小説家。

## 来歴・人物

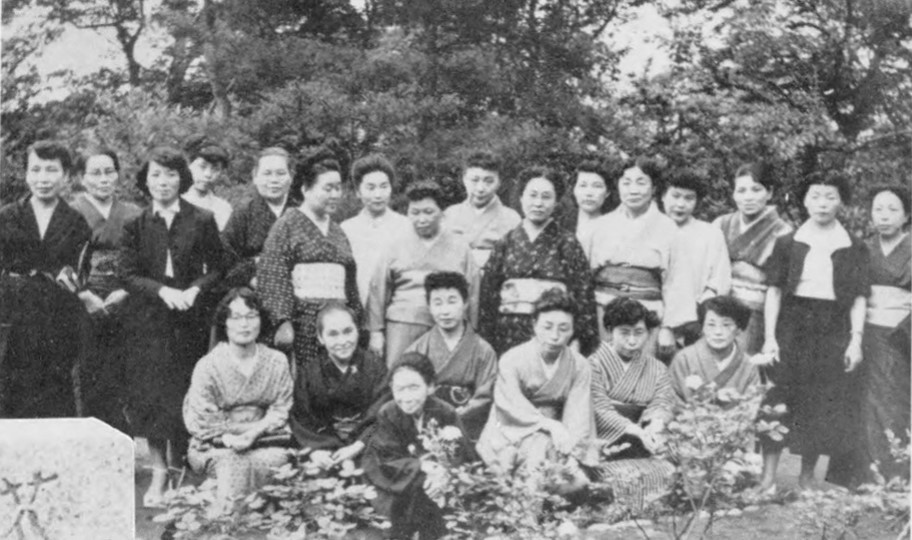
1954年、林芙美子の三回忌に集まった女性の文学者たち。
前列左から、小山いと子、森田たま、林芙美子の母、美川きよ、川上喜久子、円地文子、大田洋子。
後列左から、宇野千代、大谷藤子、三宅艶子、城夏子、壺井栄、平林たい子、由起しげ子、村岡花子、横山美智子、佐多稲子、芝木好子、板垣直子、大原富枝、阿部光子、峯雪栄、森三千代。

埼玉県秩父郡両神村（現小鹿野町）に生まれる。三田高等女学校を卒業したのち、東洋大学聴講生となるが、結婚のため一年でやめている。1927年海軍大尉・井上良雄と結婚、広島県呉市に住む。1932年に離婚。
1933年高見順、円地文子らと『日暦』を創刊。1934年『改造』の懸賞小説に「半生」が当選（女性初）。翌35年発表の『須崎屋』とともに出世作となる。『山村の女達』（1939）、『谷間の店』（1946）など出身地秩父を題材にしたものが多い。短編を得意としたが、『青い果実』（1959）、『断崖』（1960）などの長編もある。
矢田津世子とは、お互い無名時代から家族ぐるみでの深い付き合いであった。のちに『日暦』に矢田を推薦し同人にしたのも彼女の尽力であった。　
1952年「釣瓶(つるべ)の音」で第5回女流文学者賞、1970年「再会」で第9回女流文学賞。
1977年11月1日、心不全のため東京共済病院で死去、享年75。戒名は「文藝院故郷妙藤大姉」、生家近くの墓所に眠る。

## 著作
- 『須崎屋』版画荘 1938
- 『青花集』時代社 1940
- 『山村の女達』昭和書房 1941
- 『満洲のお友達』金の星社 1943
- 『谷間の店』民友社 1947
- 『若草日記』偕成社 1948
- 『黒い襞』生活社 1948
- 『早春の人』喜久屋書店 1948
- 『ゆく春の物語』金の星社 1949
- 『母の調べ』ポプラ社 1950
- 『灯のゆくえ』ポプラ社 1953
- 『母紅梅』ポプラ社 1954
- 『六匹の猫と私』竜南書房 1958
- 『青い果実』角川書店 1959
- 『断崖』雪華社 1960
- 『最後の客 小説集』広済堂出版 1968
- 『再会』中央公論社 1970
- 『風の声 短篇集』新潮社 1977.11
- 『大谷藤子作品集』原山喜亥・大谷健一郎編 まつやま書房 1985.6